# The Kilns
Conhecida também como a Casa de C.S. Lewis, The Kilns está localizada em Risinghurst, Oxford, Inglaterra, onde o autor escreveu todos os livros das Crônicas de Narnia e outros clássicos. A própria casa apareceu nos livros das crônicas. É conhecido que o jardineiro de Lewis em The Kilns, Fred Paxford, foi a inspiração para o personagem Brejeiro, o Paulama em A Cadeira de Prata.

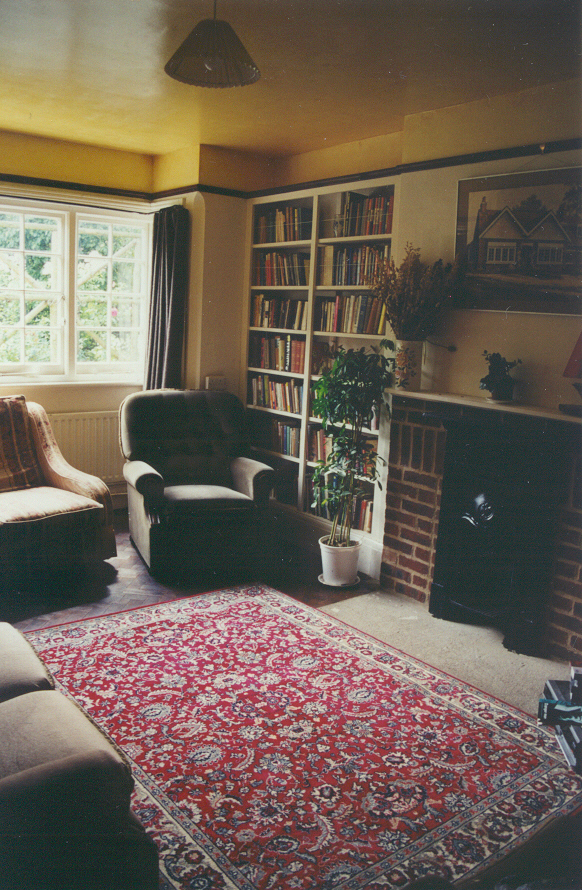
Vista do interior de The Kilns

A casa foi construída em 1922 no lugar de uma fábrica de tijolos. O lago no jardim é uma antiga escavação de argila que foi inundada. Ela foi comprada em 1930 por C.S. Lewis, seu irmão Warren Lewis e Janie Moore, a mãe de Paddy Moore, amigo de Lewis na universidade que foi morto durante a Primeira Guerra Mundial. Maureen Dunbar, filha de Janie Moore, também morou na casa. Sobre a casa, Lewis escreveu: "Nunca sonhei com algo assim."
The Kilns está localizada na agora chamada Travessa Lewis, ao sul de Kiln Lane.
Atualmente, ela pertence à Fundação C.S. Lewis, que a gerencia como um Centro de Estudos.